# Arnaud Bodart
Arnaud Bodart (Seraing, 11 maart 1998) is een Belgische voetballer. In januari 2025 ruilde Bodart Standard, de club waar hij sinds kleins af aan speelde, na in totaal 20 jaar in voor de Franse tweedeklasser FC Metz.

## Carrière
Op 16 mei 2017 maakte Bodart op negentienjarige leeftijd in Play-off 2 zijn officieel debuut voor Standard Luik. De jonge doelman speelde de volledige wedstrijd tegen Waasland-Beveren. Drie dagen later mocht hij opnieuw spelen tegen Lierse. Bodart bleef vervolgens enkele jaren derde doelman na Guillermo Ochoa en Jean-François Gillet. In het seizoen 2019/20 kreeg hij na een goede voorbereiding – en omdat aanwinst Vanja Milinković-Savić geen geweldige indruk had nagelaten en Guillermo Ochoa de club verlaten had– echter een kans als eerste doelman.
Op 21 november 2020 scoorde hij in de competitie in de 96e minuut de 2-2 tegen KAS Eupen nadat hij mee naar voren kwam bij een vrije trap, hierdoor werd hij de eerste doelman in ruim 5 jaar die scoorde in de Jupiler Pro League. Zijn oom, Gilbert Bodart (die ook doelman was) scoorde ook verschillende keren voor Standard Luik. Aan het begin van het seizoen 2024/25 verloor Bodart zijn basisplaats aan Matthieu Epolo en speelde dat seizoen slechts 2 wedstrijden voor Standard. Bodart speelde zijn laatste wedstrijd voor Standard op 30 november 2024, dit was een competitiewedstrijd tegen Charleroi.
Nadat hij in totaal 20 jaar bij Standard heeft gespeeld, maakte Bodart in januari 2025 een transfer naar de Franse tweeseklasser FC Metz.

## Statistieken
| Seizoen | Club          | Land            | Competitie         | Competitie | Competitie | Beker | Beker | Supercup | Supercup | Europees | Europees | Totaal | Totaal |
| Seizoen | Club          | Land            | Competitie         | Wed.       | Dlp.       | Wed.  | Dlp.  | Wed.     | Dlp.     | Wed.     | Dlp.     | Wed.   | Dlp.   |
| ------- | ------------- | --------------- | ------------------ | ---------- | ---------- | ----- | ----- | -------- | -------- | -------- | -------- | ------ | ------ |
| 2016/17 | Standard Luik | Vlag van België | Jupiler Pro League | 2          | 0          | 0     | 0     | 0        | 0        | 0        | 0        | 2      | 0      |
| 2017/18 | Standard Luik | Vlag van België | Jupiler Pro League | 0          | 0          | 0     | 0     | —        | —        | 0        | 0        | 0      | 0      |
| 2018/19 | Standard Luik | Vlag van België | Jupiler Pro League | 0          | 0          | 0     | 0     | 0        | 0        | 0        | 0        | 0      | 0      |
| 2019/20 | Standard Luik | Vlag van België | Jupiler Pro League | 29         | 0          | 3     | 0     | —        | —        | 3        | 0        | 35     | 0      |
| 2020/21 | Standard Luik | Vlag van België | Jupiler Pro League | 37         | 1          | 4     | 0     | —        | —        | 9        | 0        | 50     | 1      |
| 2021/22 | Standard Luik | Vlag van België | Jupiler Pro League | 17         | 0          | 0     | 0     | —        | —        | 0        | 0        | 17     | 0      |
| 2022/23 | Standard Luik | Vlag van België | Jupiler Pro League | 40         | 0          | 1     | 0     | —        | —        | 0        | 0        | 41     | 0      |
| 2023/24 | Standard Luik | Vlag van België | Jupiler Pro League | 11         | 0          | 0     | 0     | —        | —        | 0        | 0        | 11     | 0      |
| TOTAAL  | TOTAAL        | TOTAAL          | TOTAAL             | 85         | 1          | 7     | 0     | 0        | 0        | 12       | 0        | 104    | 1      |

PALMARES
Standard Luik:
1x Beker van België, 2017/18

## Interlandcarrière

### Beloften
Bodart speelde 1 interland voor zowel de U17 als de U18 van België. Op 9 oktober 2020 maakte hij zijn debuut voor de U21 selectie van het Belgisch voetbalelftal, Bodart mocht starten van bondscoach Jacky Mathijssen in de interland tegen Wales. Hij hield daarnaast de 0 in de 5-0 overwinning voor België.

### België
Op 6 juni 2023 werd Arnaud Bodart door Bondscoach Domenico Tedesco voor de eerste keer opgeroepen voor de nationale ploeg van het Belgische voetbalelftal. Hij behoorde samen met Olivier Deman, Ameen Al-Dakhil en Mike Trésor tot de vier nieuwkomers bij de selectie. Zij krijgen de kans om hun allereerste minuten in het Belgische tenue te maken in de EK-Kwalificatie wedstrijd tegen Oostenrijk en Estland. Nadat Bodart sinds 2023 alle interlandperiodes werd opgeroepen als 2de of 3de keeper, werd hij niet opgenomen in de selectie voor het EK 2024.

## Familie
Zijn oom is oud-speler en doelman Gilbert Bodart. Gilbert Bodart was ook het grootste deel van zijn carrière actief bij Standard Luik.
3 Ngoy ·
4 Šutalo ·
5 Bolingoli ·
6 Sotiris ·
7 Bulat ·
8 Price ·
9 Zeqiri ·
10 Đukanović ·
11 Ayensa ·
13 Fossey ·
14 Kuavita ·
15 Doumbia ·
17 Camara ·
19 Badamosi ·
20 Karamoko ·
24 O'Neill ·
25 Hautekiet ·
29 Dierckx ·
30 Henkinet ·
40 Epolo ·
41 Szalai ·
44 Bates ·
45 Godfroid ·
51 Noubi ·
53 Calut ·
77 Hountondji ·
88 Lawrence ·
99 Poitoux ·
Coach: Leko